# Nemes Katalin
Nemes Katalin (leánykori nevén Frieder Katalin) (Debrecen, 1915. október 5. – Budapest, 1991. március 29.) zongoraművész és -tanár; Nemes György újságíró, író felesége, Nemes András klarinétművész, zenei szerkesztő és Nemes Anna angoltanár, műfordító édesanyja.

## Élete
Édesapja banktisztviselő volt. Tízéves korától öt tanéven keresztül szülővárosa konzervatóriumában, Halácsy Margitnál tanult. A Zeneakadémián 1932 és '37 között Stefániai Imre, Bartók Béla és Keéri-Szántó Imre növendéke volt. Közben a megélhetésért egy szalonzenekarban zongorázott. Az akadémiai oklevél megszerzése után, 1937. szeptember 9-én kötött házasságot Nemes Györggyel.
1947–49-ben a Nemzeti Zenedében, 1949-től 1951-ig a budapesti Zenei Gimnáziumban tanított, ekkor került immár tanárként vissza a Zeneakadémiára, öt évre tanársegédként, majd egyetemi tanár lett, s főtárgyként oktatta a zongorát. Tanítványai közé tartozott Hambalkó Edit, Jandó Jenő.
Tanári pályájával párhuzamosan koncertező művész is volt; ősbemutatóként játszotta Kadosa Pál, Kardos István és Mihály András versenyművét.
Hamvai férjével közös urnafülkében nyugszanak a Farkasréti temetőben [A 60–4–313].

„Kati néni bölcs volt, és mindig kedves. Nem szerette a fellengzős, dagályos embereket, egyszerű volt. Negyvenéves főiskolai (későbbi nevén egyetemi) tanári pályája alatt összesen hetven növendéket tanított, akikből sikeres pódiumművészek és/vagy tanárok lettek idehaza és külföldön. Növendékei kezdettől fogva Kati néninek szólították, pedig nem volt „nénis”.
Élete végéig kívül-belül fiatal maradt, lendületes, jó humorú, szókimondó. Azt hiszem, tanításának kulcsa a zene szeretete volt. A zene anyanyelvére oktatta diákjait türelemmel, bár szigorúan – de mindig szeretettel és humorral.”

– Némethy Attila

## Díjai, elismerései
- Liszt Ferenc-díj III. fokozata (1962)[9]
- Az Oktatásügy Kiváló Dolgozója (1965)[10]
- Munka Érdemrend arany fokozata (1975)[11]
- Április Negyedike érdemrend (1985)[12]